# Маріо Аугусто Сантос
Маріо Аугусто Сантос ( 3 березня 1936, Ріо-де-Жанейро) — бразильський дипломат. Надзвичайний і Повноважний Посол Бразилії в Києві (Україна).

## Життєпис
Народився 3 березня 1936 року в Ріо-де-Жанейро. Закінчив Університет в Ріо-де-Жанейро, юридичний факультет. Інститут Ріо-Бранко МЗС Бразилії, дипломатичний факультет.
З 1959 по 1961 — помічник начальника відділення економіки країн Європи, Азії, Африки та Океанії МЗС Бразилії.
З 1961 по 1962 — помічник заступника генерального секретаря відділення країн Америки МЗС Бразилії.
З 1962 по 1990 — співробітник посольств Бразилії в США, Польщі, Парагваї, Австралії, Німеччини і Нідерландах.
З 1990 по 1992 — Надзвичайний і Повноважний Посол Бразилії в Віндгуці (Намібія).
З 1995 по 1998 — Надзвичайний і Повноважний Посол Бразилії в Найробі (Кенія).
З 1998 по 2001 — Надзвичайний і Повноважний Посол Бразилії в Києві (Україна).